# قائمة ملاعب كرة القدم في السعودية
هذه قائمة ملاعب كرة القدم في السعودية.

## قائمة الملاعب السعودية
|    | الصورة | الملعب                                         | المكان          | عدد المتفرجين                   | نوع الرياضة | الأندية                                              |
| -- | ------ | ---------------------------------------------- | --------------- | ------------------------------- | ----------- | ---------------------------------------------------- |
| 1  |        | ملعب مدينة الملك فهد الرياضية                  | الرياض          | حاليا 68,000 بعد التوسعة 80,000 | كرة القدم   | المنتخب السعودي لكرة القدم الهلال، الشباب            |
| 2  |        | ملعب مدينة الملك عبد الله الرياضية             | جدة             | 62,241                          | كرة القدم   | المنتخب السعودي لكرة القدم الاتحاد، الأهلي           |
| 3  |        | ملعب مدينة الملك عبد العزيز الرياضية           | مكة المكرمة     | 38,000                          | كرة القدم   | المنتخب السعودي لكرة القدم الوحدة                    |
| 4  |        | ملعب مدينة الأمير عبد الله الفيصل الرياضية     | جدة             | 28,000                          | كرة القدم   | المنتخب السعودي لكرة القدم الاتحاد والأهلي ونادي جدة |
| 5  |        | ملعب مدينة الأمير فيصل بن فهد الرياضية         | الرياض          | حاليا 22,500 بعد التوسعة 60,000 | كرة القدم   | الرياض                                               |
| 6  |        | ملعب جامعة الملك سعود                          | الرياض          | 27,000                          |             | النصر ،المنتخب السعودي لكرة القدم                    |
| 7  |        | ملعب مدينة الملك عبدالله الرياضية              | بريدة           | 34,000                          | كرة القدم   | التعاون والرائد                                      |
| 8  |        | ملعب مدينة الأمير محمد بن عبد العزيز الرياضية  | المدينة المنورة | 25,000                          | كرة القدم   | أحد ونادي الأنصار                                    |
| 9  |        | ملعب مدينة الأمير سلطان بن عبد العزيز الرياضية | أبها            | 20,000                          | كرة القدم   | أبها ، ضمك                                           |
| 10 |        | ملعب مدينة الأمير سعود بن جلوي الرياضية        | الخبر           | 21,100                          | كرة القدم   | القادسية                                             |
| 11 |        | ملعب مدينة الملك سلمان الرياضية                | المجمعة         | 12,000                          | كرة القدم   | الفيصلي والفيحاء                                     |
| 12 |        | ملعب الأمير محمد بن فهد                        | الدمام          | 36,000                          | كرة القدم   | الإتفاق ، النهضة ، الخليج                            |
| 13 |        | ملعب الأمير عبد الله بن جلوي                   | الأحساء         | 27,550                          | كرة القدم   | الفتح ، هجر                                          |
| 14 |        | ملعب الأمير عبد العزيز بن مساعد                | حائل            | 22,000                          | كرة القدم   | الطائي ، الجبلين                                     |
| 15 |        | ملعب مدينة الملك فهد الرياضية                  | الطائف          | 21,000                          | كرة القدم   | نادي عكاظ ، نادي وج                                  |
| 16 |        | ملعب مدينة الأمير نايف الرياضية                | القطيف          | 12,000                          | كرة القدم   | السلام ، نادي الخليج                                 |
| 17 |        | ملعب مدينة الملك فيصل الرياضية                 | جازان           | 10,000                          | كرة القدم   | نادي حطين، نادي التهامي                              |
| 18 |        | ملعب مدينة الملك سعود الرياضية                 | الباحة          | 10,000                          | كرة القدم   | نادي الباحة، نادي العين                              |
| 19 |        | ملعب مدينة هذلول بن عبد العزيز الرياضية        | نجران           | 12,000                          | كرة القدم   | الأخدود ونجران                                       |
| 20 |        | ملعب الأمير محمد بن عبد الله الفيصل            | جدة             | 21,000                          | كرة القدم   | النادي الأهلي                                        |
| 21 |        | ملعب إدارة التعليم                             | عنيزة           | 10,000                          | كرة القدم   | العربي                                               |
| 22 |        | ملعب نادي الشعلة                               | الخرج           | 8,000                           | كرة القدم   | الشعلة                                               |
| 23 |        | ملعب نادي النجمة                               | عنيزة           | 7,000                           | كرة القدم   | النجمة                                               |
| 24 |        | ملعب الأمل                                     | البكيرية        | 8,000                           | كرة القدم   | البكيرية                                             |
| 25 |        | ملعب نادي الحزم                                | الرس            | 8,000                           | كرة القدم   | الحزم                                                |
| 26 |        | ملعب نادي الأخدود                              | نجران           | 8,800                           | كرة القدم   | الأخدود ونجران                                       |
| 27 |        | ملعب نادي التقدم                               | المذنب          | 6,000                           | كرة القدم   | التقدم                                               |
| 28 |        | ملعب إدارة التعليم (حفر الباطن)                | حفر الباطن      | 8,000                           | كرة القدم   | الباطن                                               |
| 29 |        | ملعب إدارة التعليم (بيشة)                      | بيشة            | 6,000                           | كرة القدم   | بيشة                                                 |

## ملاعب مستقبلية
|   | الملعب                    | المكان | عدد المتفرجين | الافتتاح |
| - | ------------------------- | ------ | ------------- | -------- |
| 1 | ملعب الملك سلمان          | الرياض | 92,000        | 2029     |
| 2 | ملعب جدة                  | جدة    | 47,000        | 2026     |
| 3 | ملعب المربَّع               | الرياض | 45,000        | 2027     |
| 4 | ملعب الدمام               | الدمام | 40,000        | 2026     |
| 5 | ملعب الأمير محمد بن سلمان | القدية | 40,000        | 2026     |
| 6 | ملعب نيوم                 | نيوم   | 30,000        | 2032     |
| 7 | ملعب روشن                 | الرياض | 45,000        |          |

## مصدر
1. 1 2 3 4  "ملف السعودية لاستضافة "آسيا 2027" .. 10 ملاعب و30 فندقا و39 مستشفى". صحيفة الاقتصادية. 29 ديسمبر 2020. مؤرشف من الأصل في 2021-06-10. اطلع عليه بتاريخ 2021-07-10.
2. ↑  «الجوهرة المشعة» تحتضن نهائي كأس الأبطال نسخة محفوظة 05 يونيو 2014 على موقع واي باك مشين.
3. ↑  "ملف السعودية لاستضافة "آسيا 2027" .. 10 ملاعب و30 فندقا و39 مستشفى". صحيفة الاقتصادية. 29 ديسمبر 2020. مؤرشف من الأصل في 2021-06-10. اطلع عليه بتاريخ 2021-07-10.
4. ↑  "ملعب وسط جدة... أيقونة رياضية جديدة في قالب عصري". الشرق الأوسط. مؤرشف من الأصل في 2021-12-18. اطلع عليه بتاريخ 2022-06-26.
5. ↑  الخباز، إعداد-محمد (15 فبراير 2021). "تحديد موقع استاد الدمام الجديد بين الدمام «والهاف مون»". alyaum. مؤرشف من الأصل في 2022-02-21. اطلع عليه بتاريخ 2022-06-26.
6. ↑  الرياض (30 ديسمبر 2020). "{الآسيوي}: الملف السعودي لاستضافة كأس آسيا 2027 هو الأضخم". aawsat.com. مؤرشف من الأصل في 2021-01-26. اطلع عليه بتاريخ 2021-05-16.
7. ↑  الرياض، عساف الخليفي- (20 فبراير 2022). "شراكة تاريخية بين القدية والنصر والهلال". alyaum. مؤرشف من الأصل في 2022-03-16. اطلع عليه بتاريخ 2022-06-26.